# James Beattie
James Beattie (Laurencekirk, Escòcia, 25 d'octubre de 1735 - Aberdeen, Escòcia, 18 d'agost de 1803) va ser un poeta, assagista i filòsof escocès.
Fill d'un granger Bearrie es va graduar al Marischal College, Aberdeen, on es va convertir en professor de filosofia moral. Sent professor a la Universitat d'Aberdeen, va publicar Essay on Truth (1770), obra que es converteix en una defensa de la religió i la moral cristianes contra l'escepticisme de Berkeley i Hume. El seu poema The Minstrel (1771-74) exercí una gran influència i és considerat un dels precedents del Romanticisme. Escriví també un diari de les seves experiències literàries a Londres. Amb 25 anys, va publicar Original Poems and Translations (1760), una demostració d'actitud romàntica cap a la natura. El seu Essay on the Nature and Immutability of Truth, in Opposition to Sophistry and Scepticism (1770), representa un defensa de l'ortodòxia contra el racionalisme de David Hume i li va donar fama.